# 김천버스
김천버스(金泉--)는 경상북도 김천시의 시내버스 회사이고, 본사는 경상북도 김천시 자산로 152-8 (성내동)에 있다.

## 역사 및 현황
1965년 12월 11일에 설립되어 한때 시외버스 노선도 운행하였으나 2005년에 동부강남고속에 모두 매각하면서 시외버스 사업은 철수하였으며, 현재는 김천시 전역에서 시내버스만 운행하고 있다. 2016년 사명을 대한교통에서 김천버스로 변경하였다.

## 운행 노선
김천시 전역 일반/좌석버스를 운행하며 타지역을 오가는 노선으로는 김천-선산, 김천-왜관, 김천-추풍령 김천-성주 간이 있으며 특히 김천-성주간은 성주군 소속 경일교통과 공동배차에 참여하고 있으며, 김천-구미간 노선은 구미시 소속의 일선교통과 구미버스가 2주간격으로 순환 운행하고 있다

## 현재 보유 차량

#### 자일대우버스
- 자일대우 NEW BS106
- 자일대우 NEW BS110

#### 현대자동차
- 현대 뉴 카운티
- 현대 카운티 뉴 브리즈
- 현대 뉴 슈퍼 에어로시티
- 현대 저상 뉴 슈퍼 에어로시티